# Stefan Krämer
Stefan Krämer (* 23. März 1967 in Mainz) ist ein deutscher Fußballtrainer.

## Werdegang
Als aktiver Fußballspieler spielte Krämer im Amateurbereich beim FV Bad Honnef in der damaligen Oberliga Nordrhein auf dem linken Flügel. Mitte der 1990er Jahre wechselte Krämer zum damaligen Viertligisten FV Rheinbrohl und wurde dort Mannschaftskapitän. Nach einer Bänderverletzung im Knie musste er mit Anfang dreißig seine Spielerkarriere beenden.
Daneben absolvierte er an der Sporthochschule Köln ein Lehramtsstudium, das er als Diplom-Sportlehrer abschloss. Nach seinem Studium war er als wissenschaftlicher Mitarbeiter weiter an der Sporthochschule Köln tätig. Anschließend arbeitete er neun Jahre lang für eine Versicherung, bis er mit seinem Engagement bei Arminia Bielefeld die Trainertätigkeit im Hauptberuf ergriff.

## Trainerlaufbahn
Krämer war von 2002 bis 2011 neun Jahre lang Trainer beim SV Roßbach/Verscheid, den er in dieser Zeit zu einer festen Größe in der Oberliga Südwest formte. Zuvor war er beim FV Rheinbrohl, beim SV Neuwied und bei der SG Neuwied/Irlich/Hüllenberg als Trainer aktiv gewesen.
Nachdem Krämer im März 2011 an der Hennes-Weisweiler-Akademie seine Prüfung zum Fußball-Lehrer als Viertbester seines Jahrgangs bestanden hatte, nahm er im Sommer 2011 Abschied vom SV Roßbach/Verscheid, um sich Arminia Bielefeld unter Cheftrainer Markus von Ahlen als Co-Trainer anzuschließen. Diesen hatte Krämer zuvor bei Trainingsbeobachtungen der A-Jugend von Bayer 04 Leverkusen kennengelernt, bei der von Ahlen als Trainer beschäftigt gewesen war. Nachdem von Ahlen nach dem zehnten Spieltag der Saison 2011/12 wegen Erfolglosigkeit entlassen worden war, wurde Krämer Interimstrainer der Arminia. Im zweiten Spiel unter seiner Regie gelang der erste Saisonsieg. Nach einem weiteren Sieg und einem Unentschieden wurde Krämer schließlich am 3. November 2011 Cheftrainer der Arminia. Die Saison 2012/13 wurde für Krämer und die Arminia zu einer Erfolgsgeschichte. Nachdem die ersten beiden Spiele unentschieden ausgegangen waren, etablierte sich die Mannschaft nach mehreren Siegen in der Spitzengruppe der Tabelle und befand sich regelmäßig auf einem Aufstiegs- oder Relegationsplatz. Als sich abzeichnete, dass Arminia um den Aufstieg mitspielen würde, wurde in den Medien über einen möglichen Abgang des erfolgreichen Trainers spekuliert. Schlussendlich gab der Verein jedoch am 7. März 2013, zwei Tage vor dem prestigeträchtigen Heimspiel gegen Preußen Münster, die ligaunabhängige Vertragsverlängerung mit Krämer bis 2015 bekannt. Nachdem die Arminia von Dezember 2012 bis Mai 2013 nur ein Spiel verloren hatte, feierte Krämer mit seiner Mannschaft am vorletzten Spieltag durch ein 1:0 über den VfL Osnabrück den Aufstieg in die 2. Bundesliga. Die Saison 2013/14 in der 2. Bundesliga begann zunächst unerwartet erfolgreich. Nach acht Spieltagen befand sich Krämer mit der Arminia auf dem dritten Tabellenplatz. Im Anschluss daran folgte jedoch eine Serie von sieben Niederlagen in Folge, die Krämer deutlich unter Druck setzte, wobei der Rückhalt unter der Anhängerschaft weiterhin groß blieb. Diese Negativserie konnte zwar mit einem Sieg gegen den FSV Frankfurt durchbrochen werden, es gelang der Arminia in den folgenden Wochen jedoch nicht, sich aus dem Tabellenkeller zu befreien. Nach Niederlagen gegen den Lokalrivalen SC Paderborn 07 und den FC Ingolstadt 04 wurde Krämer am 23. Februar 2014 als Cheftrainer freigestellt.
Zur Saison 2014/15 wurde Krämer neuer Trainer von Energie Cottbus in der 3. Liga mit einer Vertragslaufzeit bis 2016. Am 6. Mai 2015 gewann er mit Energie Cottbus den Krombacher Pokal Brandenburg. Am 19. September 2015 trennte sich der Verein von ihm.
Krämer war im Anschluss ab 3. Januar 2016 Trainer beim FC Rot-Weiß Erfurt als Nachfolger von Christian Preußer. Im Oktober 2017 wurde er nach drei Niederlagen in Folge und dem damit verbundenen Abrutschen auf den letzten Tabellenplatz der 3. Liga von seinen Aufgaben in Erfurt entbunden.
Am 15. März 2018 wurde Krämer als Trainer des Regionalligisten KFC Uerdingen vorgestellt und trat damit die Nachfolge des zuvor beurlaubten Michael Wiesinger an. Am Saisonende stieg er mit der Mannschaft in die 3. Liga auf. Am 28. Januar 2019 stellte ihn der Verein frei. Zwar hatten die Uerdinger die Hinrunde mit dem 3. Tabellenplatz beendet, das letzte Pflichtspiel vor und das erste nach der Winterpause jedoch mit insgesamt 0:7 Toren klar verloren.
Zur Drittligasaison 2019/20 verpflichtete der Zweitliga-Absteiger 1. FC Magdeburg Krämer als neuen Cheftrainer; sein Engagement begann am 17. Juni 2019. Da Magdeburg zur Winterpause nach 20 absolvierten Partien auf dem zwölften Tabellenrang stand und die Vereinsführung den angepeilten Wiederaufstieg gefährdet sah, wurde die Trennung von Krämer vollzogen.
Im März 2020 kehrte Krämer als Cheftrainer zum KFC Uerdingen zurück und trat dort die Nachfolge von Daniel Steuernagel an. Unter ihm schloss der KFC Uerdingen die Saison 2019/20 auf dem 13. Platz, vier Punkte vor einem Abstiegsplatz, ab. In der Saison 2020/21 geriet die Mannschaft – auch durch einen Drei-Punkte-Abzug aufgrund der Eröffnung eines Insolvenzverfahrens – in den Abstiegskampf. Mitte April 2021 trennte sich der Verein von Krämer, als die Mannschaft nach dem 31. Spieltag mit einem Punkt Rückstand auf einen Nicht-Abstiegsplatz auf dem 17. Platz stand.
Mitte Juni 2021 erhielt er einen neuen Vertrag beim belgischen Erstdivisionär KAS Eupen mit einer Laufzeit von zwei Jahren, nur gültig für die Division 1A. Mitte Februar 2022 wurde er entlassen, nachdem die KAS Eupen nach dem 27. Spieltag nur noch vier Punkte Vorsprung auf den Relegationsplatz hatte.
Zur Saison 2022/23 kehrte Krämer in die 3. Liga zurück und übernahm den SV Meppen als Nachfolger von Rico Schmitt. Anfang März 2023 trennte sich der Verein von ihm, als die Mannschaft nach dem 25. Spieltag auf dem letzten Platz stand und 4 Punkte Rückstand auf einen Nicht-Abstiegsplatz hatte.

## Trivia
Privat ist Krämer Fan des 1. FC Köln und des Hamburger SV. Sein Vorbild als Fußballtrainer ist Walerij Lobanowskyj. Während seines Studiums an der Sporthochschule Köln legte er als DJ in Kneipen auf.
Ab dem 15. Oktober 2011, dem Tag des ersten Siegs von Arminia Bielefeld in der Saison 2011/12, trug Krämer, unabhängig von Wetterverhältnissen und Temperaturen, als Glücksbringer bei allen Pflichtspielen von Arminia Bielefeld stets ein kurzärmliges Trainershirt. Dieses trug er bis zum 21. Januar 2012, als die Arminia die erste, aus Krämers Sicht, faire Niederlage seit dem ersten Saisonsieg hinnehmen musste. Zwischenzeitlich hatten die Ostwestfalen nach drei strittigen Elfmeterentscheidungen beim FC Carl Zeiss Jena verloren.
Zu Beginn seines Engagements als Trainer bei Arminia Bielefeld ging Krämer die Wette ein, dass er sich im Fall eines Aufstiegs in die 2. Liga eine Tätowierung des Vereinslogos stechen lassen würde. Als dann im Jahr 2013 der Aufstieg tatsächlich perfekt gemacht wurde, löste Krämer dieses Wettversprechen ein, indem er sich eine Arminiafahne mit dem Datum des Aufstiegs, 11. Mai 2013, auf die linke Brust stechen ließ.